# 26 giugno
Il 26 giugno è il 177º giorno del calendario gregoriano (il 178º negli anni bisestili). Mancano 188 giorni alla fine dell'anno.

## Eventi
- 363 – L'imperatore Giuliano detto l'apostata muore a causa delle ferite riportate durante una scaramuccia con alcuni effettivi dell'esercito sasanide; i legionari eleggeranno l'inadeguato Gioviano come nuovo imperatore, dopo il rifiuto del più capace ed esperto Salustio, prefetto del pretorio d'Oriente;
- 684 – Benedetto II diventa papa;
- 1243 – I mongoli guidati dal condottiero Bayju sconfiggono l'esercito del sultano Kaykhusraw II nella battaglia di Köse Dağ;
- 1284 – 130 bambini "scompaiono misteriosamente" dalla cittadina di Hameln in Germania; secondo gli storici, potrebbe essersi trattato di un episodio di emigrazione giovanile che ha poi ispirato la fiaba Il pifferaio di Hamelin[1];
- 1288 – A Pieve al Toppo, presso Civitella in Val di Chiana (AR), i ghibellini aretini sconfiggono i guelfi senesi nella battaglia delle Giostre del Toppo;
- 1409 – Nel Concilio di Pisa, previa deposizione dei due papi Gregorio XII di Roma e Benedetto XIII di Avignone di 21 giorni prima, si elegge per votazione unanime come papa il cardinale Pietro Filarghi, che prende il nome di Alessandro V;
- 1483 – Riccardo III diventa re d'Inghilterra;
- 1506 – Convegno di Savona, preludio alla Lega di Cambrai;
- 1541 – Francisco Pizarro viene assassinato a Lima dal figlio del suo ex alleato e ora antagonista, Diego de Almagro il Giovane; Almagro viene prima catturato quindi giustiziato;
- 1656 – Nel corso della seconda spedizione sullo Stretto dei Dardanelli, la flotta della Repubblica di Venezia, al comando dell'ammiraglio Lorenzo Marcello (che morirà in battaglia), conquista all'Impero Ottomano le isole di Lemno e Tenedo;
- 1749 – Papa Benedetto XIV pubblica la lettera enciclica Apostolica Constitutio sulla preparazione all'anno del Giubileo universale;
- 1754 – Papa Benedetto XIV pubblica la lettera enciclica Cum Religiosi Aeque sull'istruzione dei fedeli nelle cose della fede;
- 1794 – Gli eserciti francesi e austro-anglo-olandesi si fronteggiano nella battaglia di Fleurus (1794);
- 1819 – Viene brevettata la bicicletta;
- 1826 – La Repubblica di Cospaia viene sottomessa allo Stato della Chiesa;
- 1831 – Leopoldo I diventa il primo re dei Belgi;
- 1870 – Viene portata per la prima volta sulle scene l'opera di Richard Wagner La Valchiria al Nationaltheater di Monaco di Baviera;
- 1924 – Le forze di occupazione statunitensi lasciano la Repubblica Dominicana;
- 1936 – Primo volo del Focke-Wulf Fw 61, elicottero sperimentale tedesco;
- 1942 – Seconda guerra mondiale: cinque bombardieri P.108 della Regia Aeronautica bombardano Gibilterra, causando pochi danni materiali; a causa di guasti e maltempo, la maggior parte rientrerà in Spagna;
- 1944 – Tre aerei della Royal Air Force bombardano la Repubblica di San Marino causando 66 morti;
- 1945 – Viene firmato lo Statuto delle Nazioni Unite;
- 1948 – Gli alleati occidentali danno il via al Ponte aereo per Berlino dopo che l'Unione Sovietica ha bloccato l'accesso via terra a Berlino Ovest;
- 1959 – Un aereo Starliner L-1649A della TWA, volo 891 Atene-Chicago, si schianta a Olgiate Olona pochi minuti dopo il decollo colpito da un fulmine;
- 1960 – Il Madagascar ottiene l'indipendenza dalla Francia;
- 1963 – John F. Kennedy pronuncia la famosa frase «Ich bin ein Berliner»;
- 1964 – I Beatles pubblicano l'album A Hard Day's Night;
- 1973 – Éamon de Valera rassegna le sue dimissioni dalla carica di presidente della Repubblica d'Irlanda;
- 1974 – L'etichetta UPC viene usata per la prima volta per prezzare gli acquisti al supermercato;
- 1975 – Indira Gandhi stabilisce un governo autoritario in India;
- 1976 – Apre al pubblico la più alta torre di comunicazione del mondo, la CN Tower;
- 1977 – Il cantante statunitense Elvis Presley si esibisce a Indianapolis (Indiana) nel suo ultimo concerto dal vivo;
- 1983 – Italia: si svolgono le elezioni politiche;
- 1991 – Celebrazioni dell'indipendenza della Slovenia e della Croazia proclamata il giorno prima: a Piazza della Repubblica a Lubiana, viene alzato un pennone con i colori della bandiera; verrà ricordata come la più grande manifestazione della storia della nazione, e da allora ogni 26 giugno viene alzato un pennone similare nella stessa piazza;
- 1997
  - Esce nel Regno Unito Harry Potter e la pietra filosofale, primo volume della serie di Harry Potter scritto da J. K. Rowling;
  - La Corte suprema degli Stati Uniti d'America sentenzia che il Communications Decency Act viola il I emendamento della Costituzione degli Stati Uniti d'America;
- 2000 – Viene divulgato il testo del terzo segreto di Fátima;
- 2006 – Si celebra, in Italia, la seconda delle due giornate del referendum per l'approvazione del disegno di legge costituzionale concernente "Modifiche alla Parte II della Costituzione", comprendente il premierato, la devolution e il nuovo Senato federale: gli elettori la respingono;
- 2010 – Canada: a Toronto si svolge il quarto G20 dei paesi industrializzati;
- 2015
  - Gli USA legalizzano i matrimoni fra persone dello stesso sesso in tutti i 50 Stati;
  - All'Hotel Riu Imperial Marhaba di Port El-Kantaoui di Susa in Tunisia, un attentato terroristico provoca la morte di 39 persone e il ferimento di altre 38; contemporaneamente un altro attentato terroristico provoca 27 vittime in una moschea di Kuwait City.

## Nati
Ci sono circa 1 140 voci su persone nate il 26 giugno; vedi la pagina Nati il 26 giugno per un elenco descrittivo o la categoria Nati il 26 giugno per un indice alfabetico.

## Morti
Ci sono circa 450 voci su persone morte il 26 giugno; vedi la pagina Morti il 26 giugno per un elenco descrittivo o la categoria Morti il 26 giugno per un indice alfabetico.

## Feste e ricorrenze

### Civili
Internazionali:
- ONU: Giornata in supporto alle vittime di tortura
- ONU: Giornata mondiale contro la droga

Nazionali:
- Madagascar – Giorno dell'indipendenza

### Religiose
Cristianesimo:
- Sant'Antelmo di Chignin, monaco e vescovo
- San Davide di Salonicco, monaco
- San Deodato di Nola, vescovo
- Sant'Ermogio di Tui, vescovo
- Santi Giovanni e Paolo, martiri di Roma
- San Giuseppe Ma Taishun, martire
- San José María Robles Hurtado, martire messicano
- San Josemaría Escrivá de Balaguer, sacerdote
- San Masenzio, abate
- San Medico, martire
- San Pelagio di Cordova, martire
- San Rodolfo Gabrielli, vescovo
- Santi Salvio e Superio, martiri
- San Vigilio di Trento, vescovo e martire
- Beato Andrij Iscak, sacerdote e martire
- Beato Andrea Giacinto Longhin, vescovo cappuccino
- Beato Khalīl Al-Haddād (Giacomo da Ghazir), sacerdote cappuccino, fondatore delle Francescane della Croce del Libano
- Beata Maria Giuseppina di Gesù Crocifisso, carmelitana
- Beate Maria Maddalena Fontaine e compagne, vergini e martiri
- Beati Mykola Konrad e Volodymyr Pryjma, martiri ucraini
- Beato Raimondo Petiniaud de Jourgnac, martire
- Beato Sebastiano de Burgherre, mercedario